# Phaonia rufifrons
Phaonia rufifrons este o specie de muște din genul Phaonia, familia Muscidae. A fost descrisă pentru prima dată de Johann Wilhelm Meigen în anul 1838. Conform Catalogue of Life specia Phaonia rufifrons nu are subspecii cunoscute.